# Hyperfokalavstånd
Hyperfokalavståndet är ett begrepp inom optik och fotografi. Om en lins är fokuserad till hyperfokalavståndet är allt från halva detta avstånd till oändligheten skarpt, det vill säga ligger inom skärpedjupet.
Hyperfokalavståndet beräknas enligt 
{\displaystyle H={\frac {B^{2}}{f\cdot Oc}}}
där
H är hyperfokalavståndet
B är brännvidden
f är f-talet
Oc är oskärpecirkelns storlek
Till exempel, med ett 50mm objektiv, bländare f / 16 och Oc = 0,02 mm, blir
{\displaystyle H={\frac {(50mm)^{2}}{16\cdot 0,02mm}}=7812,5mm}
Om man alltså fokuserar till 7,8 m med denna uppsättning blir allt från 3,9 m till oändligheten skarpt.